# Eustoma exaltatum
Eustoma exaltatum là một loài thực vật có hoa trong họ Long đởm. Loài này được (L.) Salisb. mô tả khoa học đầu tiên năm 1806.